# Kollakoye
Kollakoye est un village situé dans le département ou la commune de Tankougounadié, dans la province du Yagha, région du Sahel, au Burkina Faso.